# Буляр
Буляр (билэр, баш. бүләр, биләр, тат. бүләр, биләр) — тюркское племя булгарского происхождения, принявшее участие в этногенезе башкир и татар. Их потомки сейчас проживают, в основном, на западе Башкортостана, говорят на татарском языке.

## Родовой состав
Племя буляр в составе башкир включает два рода:
- кадыр (родовые подразделения: гасаба и типтяр);
- мышыга.

В отличие от древнего рода мышыга, род кадыр относится к числу новообразований, возникших в XVIII—XIX вв. вследствие выделения части племени в отдельную волость.

## Язык
Как пишет Д. Б. Рамазанова, потомки булярцев, населяющие современную западную Башкирию говорят на татарском языке, считают его своим родным языком, в их языке отсутствуют специфичные черты башкирского языка.
Согласно Ф. Г. Хисамитдиновой, потомки башкир племени буляр, проживающие в западном и северном Башкортостане и прилегающих территориях, являются носителями северо-западного диалекта башкирского языка, однако большинством исследователей, в том числе башкирскими, говоры данного диалекта относятся к казанскому диалекту татарского языка, и абсолютное большинство тюркоязычного населения территорий распространения данного диалекта в переписях указывают свой язык татарским, а не башкирским или одним из его диалектов.

## Этноним
Этноним племени буляр имеет булгарское происхождение. В восточных и западных средневековых источниках под билерами подразумеваются волжские булгары. Например, биларами называет булгар Абу-ль-Фида, билерами — Плано Карпини и т. д. Согласно венгерскому Анониму, bileres — являются выходцами из Волжской Булгарии, а по сообщению Notariy Bela, около 970 году в Венгрию (Паннонию) пришла группа волжских булгар-мусульман во главе с братьями Билла и Боксу, а несколько позже на Дунай переселилась другая группа «bileres» под начальством Хасана. По Н. И. Ашмарину, в китайских источниках столица волжских булгар упоминалась под именем Buliarh.

## Этническая история
Происхождение буляр связано с булгарским племенем биляров. Вместе с племенами юрми, юрматы, еней и байлар — буляры входили в единое этнополитическое образование в составе Волжской Булгарии.
В связи с постоянными набегами на Булгар город Буляр (Биляр) становится новой столицей государства. По своей градостроительной традиции повторял типичные города-крепости средневековых полукочевников. Центр-Кремль и посад были заселены густо. После окончательного разорения Булгарии Тимуром в 1391—1392 гг., западная часть населения постепенно оттесняются на восток и юго-восток. После постепенного обособления Булгарского улуса, и образованием в 1445 году Казанского ханства часть жителей переселяется за р. Шешма. Буляры переселились в прикамские леса, в низовья р. Зай, а оттуда — на Ик и Сюнь.
Как пишет Р. Г. Кузеев, башкиры-буляры этнически восходят к волжским булгарам и, вероятно, относятся к той части населения Булгарского государства, которая прошла этап этнического взаимодействия с древнемадьярскими племенами.

## Расселение
Шежере племени буляр, под названием «Предки булярского юрта» («Буләр йортоның бабалары»), начинается с Буляр-хана — потомка некоего Динис Бикбрача «из народа буляр». Бикбрач жил «на берегу реки Буляр», находящеяся «в стороне Степного Зая и Шешмы». По пересказу булярского сказания Д. Н. Соколовым, икские башкиры «считают себя переселенцами с древнего Булгара». На реке Ик булярцы и юрмийцы были расселены смежно, а пришедшие позднее ирэктинцы вклинились между ними.
На территории расселения булярцев ныне находятся Ермекеевский, Чекмагушевский, Илишевский районы Башкортостана, а также Мензелинский, Актанышский, Муслюмовский районы Татарстана.